# Paul Minot
Paul Minot est un homme politique et un écrivain français né le 1er février 1899 à Nevers (Nièvre) et mort le 3 mars 1980 à Paris.

## Biographie
Diplômé de l'école des Hautes études commerciales, il dirigea la Compagnie française de l’étain de 1948 à 1970. Il adhéra au RPF dès sa création en 1947 et entra à son conseil national en 1950. Élu au Conseil municipal de Paris de 1959 à 1977, sous l’étiquette UNR, il assura la présidence de cette institution de juin 1961 à juin 1962, puis celle de sa commission des affaires culturelles de 1965 à 1971. Il fut également administrateur du district de Paris de 1963 à 1968.
Il fut élu sénateur de Paris le 22 septembre 1968 sous l’étiquette UDR et siégea au sein de la commission des affaires culturelles du Sénat jusqu’à la fin de son mandat en 1977. Membre de la Commission du Vieux Paris, il s’insurgea contre tous les projets menaçant les sites et les quartiers anciens de la capitale (notamment le Marais et l’île de la Cité). Il fut président-fondateur du Théâtre de la Ville.
Il est l’auteur de plusieurs ouvrages littéraires (romans et nouvelles principalement).

## Distinctions
- Commandeur de la Légion d’honneur
- Chevalier des Palmes Académiques, du Mérite Civil et des Arts et Lettres

## Œuvres
- Les Flammes mortes (1950), théâtre
- Petit Louis, vigneron de Pouilly (1958)
- Les Chemins de la nuit (1959), roman
- Marie Céleste (1961), roman
- Sous les vergnes (1962), nouvelles

- Prix Lambert 1963 de l’Académie française
- Paris, mon beau souci (1962), discours
- Le Petit Monde du Bouchot (1965), nouvelles
- La Princesse Palatine et sa sœur (1970), récit historique

- Prix Albéric-Rocheron 1971 de l'Académie française
- La Rousseaute (1979), nouvelles